# 마크 윌리엄스 (배우)
마크 윌리엄스(Mark Williams, 1959년 8월 22일 ~ )는 잉글랜드의 배우이다. 해리 포터 영화 시리즈에서 아서 위즐리 역할로 등장한다.

## 출연 작품
- 해리 포터와 비밀의 방 - 아서 위즐리 역
- 얼리 맨 - 배리 역
- 101마리 달마시안 - 악당 호라스 역